# Andrew Vachss
Andrew Henry Vachss, född 19 oktober 1942 i New York, död 23 november 2021, var en amerikansk författare av kriminallitteratur, advokat och konsult i barnskyddsfrågor. Han har beskrivits som en av USA:s mest kända opinionsbildare mot våld och sexuella övergrepp mot barn, och blev känd för att endast acceptera barn och ungdomar som klienter, då Vachss menade att de ofta inte har en egen röst i samhället.

## Biografi
Vachss skrev 33 romaner och tre novellsamlingar, samt poesi, sångtexter och serieböcker. Mest känd blev Vachss förmodligen för sina hårdkokta romaner om privatdetektiven Burke, där hans sista bok Another Life avslutade serien på arton romaner, publicerad den 30 december 2008 i USA. Vachss har också skrivit facklitteratur, som artiklar och essäer om barnskydd och en bok om ungdomsbrottslighet. 
Hans böcker har översatts till 20 språk, och hans noveller, essäer och artiklar har publicerats i tidskrifter som New York Times, Antaeus, Esquire, Parade och Playboy. Andrew Vachss litteratus har belönats med bland annat Grand Prix de Littérature Policiére, för Strega [ som La Sorcière de Brooklyn ], Deutsche Krimi Preis för Flood [ som Kata ] och Raymond Chandler Award för hans samlade verk.
Vachss var medlem av amerikanska PEN-klubben och Writers Guild of America.
Vachss avled den 23 november 2021, vid 79 års ålder. Ett uttalande på hans personliga webbplats lyder: "The loss cannot be measured and the debts can only be paid forward."

### Romaner om Burke
- Flood 1985 – översatt 1990 ISBN 91-7119-176-3
- Strega 1987 – översatt 1991 ISBN 91-7131-002-9 Chicago Sun-Times skrev om romanen Strega 1987: "Den är så hårdkokt att Mike Hammer och Sam Spade mer påminner om äggula.”[9]
- Blue Belle 1988 – översatt 1992 ISBN 91-7119-123-2
- Hard Candy 1989 – översatt 1993 ISBN 91-7119-514-9
- Blossom 1990 – översatt 1994 ISBN 91-7119-585-8
- Sacrifice 1991 som Offer – översatt 1995 ISBN 91-7119-821-0
- Down in the Zero 1994
- Footsteps of the Hawk 1995
- False Allegations 1996
- Safe House 1998
- Choice of Evil 1999
- Dead and Gone 2000
- Pain Management 2001
- Only Child  2002
- Down Here 2004
- Mask Market 2006
- Terminal 2007
- Another Life 2008

### Andra romaner
- A Bomb Built in Hell 1973
- Shella 1993
- Batman: The Ultimate Evil 1995
- The Getaway Man 2003
- Two Trains Running 2005
- Haiku 2009
- Heart Transplant 2010
- The Weight 2010

### Novellsamlingar
- Born Bad 1994
- Everybody Pays 1999
- Dog Stories  Online-samling